# Bürgerkrieg in Angola

Karte Angolas

Der Bürgerkrieg in Angola dauerte mit Unterbrechungen von 1975 bis 2002 und schloss sich an die Aufeinanderfolge von Unabhängigkeitskrieg (1961–1974) und Entkolonisierungskonflikt (1974/75) an. Er begann 1975 unmittelbar vor Angolas Unabhängigkeit von der Kolonialmacht Portugal und nahm zeitweise den Charakter eines Stellvertreterkrieges zwischen dem Ostblock (einschließlich Kubas) und den Westmächten (einschließlich des Apartheidregimes in Südafrika) an. Nach Ende des Kalten Krieges dauerte er über ein weiteres Jahrzehnt als innerangolanischer Konflikt um die politische Macht und um den Zugriff zu den wirtschaftlichen Ressourcen des Landes an.

## Zur Vorgeschichte
Am 25. April 1974 beendete die Nelkenrevolution in Portugal das System Estado Novo aus der autoritären Regierungszeit von António de Oliveira Salazar. Die neue Regierung beschloss, sämtlichen Kolonien unverzüglich die Unabhängigkeit zu gewähren. Guinea-Bissau hatte bereits im Jahr davor seine Unabhängigkeit erklärt, obwohl wichtige Teile seines Territoriums noch besetzt waren; dort zog sich Portugal nach dem Sturz des Salazarregimes rasch zurück. Mosambik wurde verhältnismäßig problemlos am 25. Juni 1975 in die Unabhängigkeit entlassen. Bei den beiden Inselkolonien Kap Verde und São Tomé und Príncipe verlief die Entkolonisierung ebenfalls ohne ernsthafte Schwierigkeiten. Angola dagegen wurde zum Zankapfel zwischen den rivalisierenden Befreiungsbewegungen
- Movimento Popular de Libertação de Angola (MPLA) unter Agostinho Neto,
- Frente Nacional de Libertação de Angola (FNLA) unter Holden Roberto und
- União Nacional para a Independência Total de Angola (UNITA) unter Jonas Savimbi.

FNLA und MPLA entstanden aus unterschiedlichen Vorläufern während der 1950er und 1960er Jahre. Alle drei Bewegungen waren in durchaus unterschiedlicher Weise in der Gesellschaft verwurzelt.
Die MPLA, in den 1950er Jahren aus dem Zusammenschluss verschiedener Gruppen in Luanda entstanden, hatte ihre hauptsächliche Basis in der Volksgruppe der Ambundu (Sprache Kimbundu), deren Siedlungsgebiet die Hauptstadt Luanda einschließt. Daneben gehörte die Mehrheit der Mischlinge zu ihren Anhängern, ebenso wie ein Teil der gebildeten Angolaportugiesen. Im Laufe der 1960er Jahre fasste die Bewegung auch Fuß bei kleineren Volksgruppen im Osten Angolas. Die MPLA war politisch – wenn auch oft mehr verbal als real – sozialistisch ausgerichtet und nahm in den 1960er Jahren Verbindungen zum damaligen Ostblock auf. Wie zuvor Patrice Lumumba und Amílcar Cabral erhielt sie Unterstützung von der Sowjetunion, Kuba und anderen sozialistischen Ländern, einschließlich der DDR. Nach einem missglückten Aufstandsversuch in Luanda im Jahre 1961 konzentrierte die MPLA ihre militärischen Operationen gegen das Kolonialregime auf Cabinda, auf ein kleines Gebiet nördlich von Luanda und auf ein begrenztes Gebiet im Osten.
Die FNLA entstand als Zusammenschluss verschiedener Widerstandsgruppen, die sich unter den Bakongo Nordwestangolas gebildet hatten. Nach einem blutigen, aber schlecht organisierten, auf ihr Ursprungsgebiet begrenzten und unverzüglich niedergeschlagenem Aufstand im Jahre 1961 verlegte sie ihr Hauptquartier und ihre Militärbasis in die angrenzenden Gebiete Zaires. Von dort aus operierte sie im Norden Angolas, ganz begrenzt von Katanga (dem heutigen Shaba) aus auch im Osten. Sie erhielt Unterstützung aus den USA unter Vermittlung von Zaires damaligem Präsidenten Mobutu Sese Seko.
Die von Jonas Savimbi als Abspaltung von der FNLA gegründete UNITA rekrutierte sich vorrangig aus der Ethnie der im zentralen Hochland und dem westlich davon gelegenen Küstenstreifen ansässigen Ovimbundu und wurde im Laufe ihres Bestehens von den verschiedensten Ländern unterstützt, darunter nicht zuletzt von der Volksrepublik China; im Verlauf des Bürgerkrieges erhielt sie Hilfe hauptsächlich von den USA und dem Apartheidregime in Südafrika. Ihre antikolonialen Guerillaoperationen beschränkten sich auf wechselnde Gebiete Ostangolas und erreichten nur selten den Ostrand des Zentralhochlandes. Auf diesem leistete sie jedoch im Untergrund eine Politisierungsarbeit, die bis heute ihre Früchte trägt.

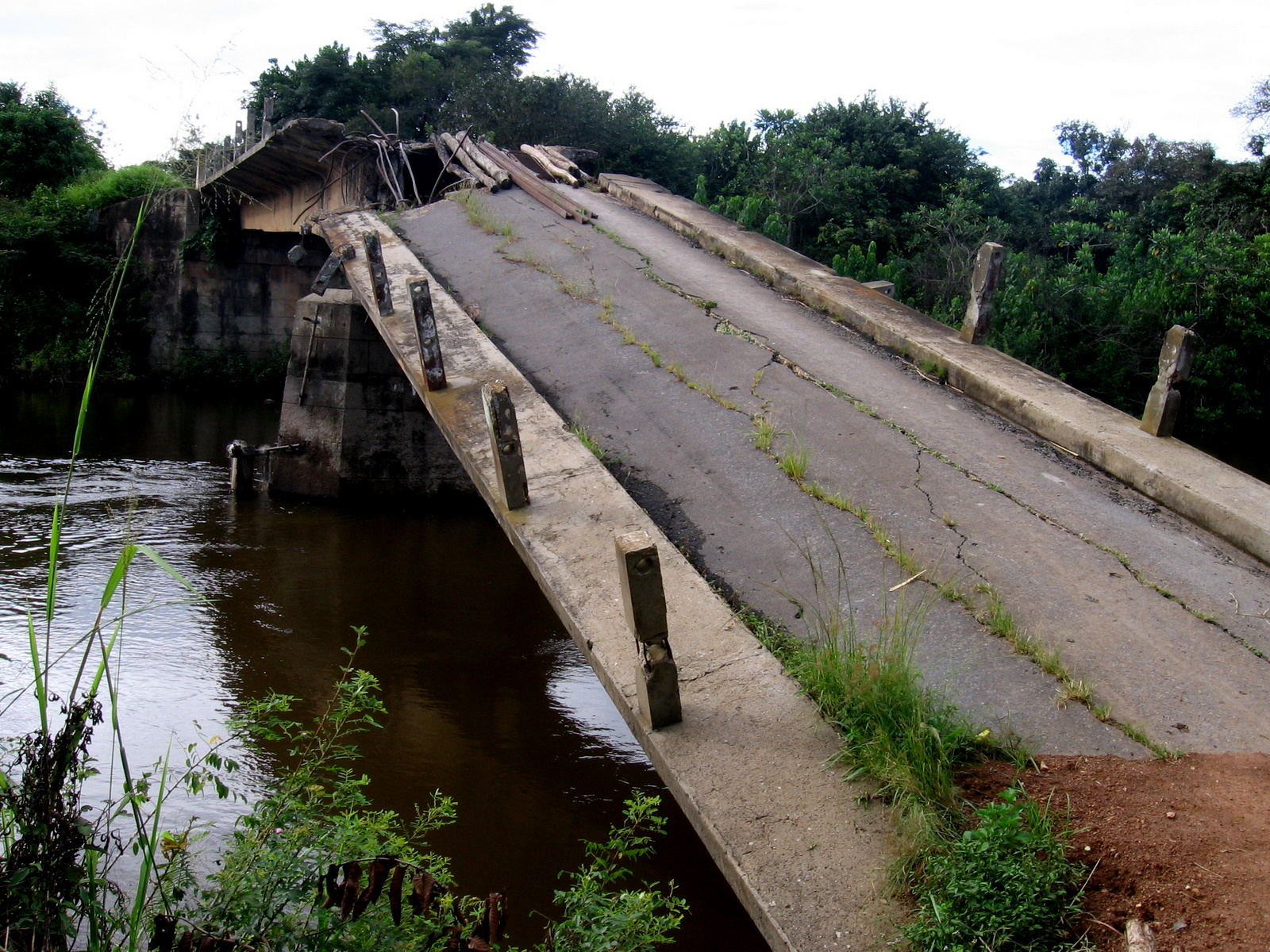
Im Bürgerkrieg zerstörte Straßenbrücke

Militärisch waren die Operationen der drei Bewegungen wenig erfolgreich. Es stellte kaum eine Übertreibung dar, wenn portugiesische Militärs Anfang der 1970er Jahre behaupteten, im Gegensatz zu Guinea-Bissau und Mosambik sei der Krieg in Angola praktisch gewonnen. Die Situation schlug völlig um infolge des „linken“ Militärputschs in Portugal, der am 25. April 1974 das dortige Salazar-Regime beendete und unter anderem eine rasche Entkolonisierung der Besitzungen in Afrika in die Wege leitete.
Die Uneinigkeit und die Weigerung der drei Bewegungen zu gemeinsamem Handeln verhinderten in Angola eine zügige und reibungslose Machtübergabe seitens der Portugiesen. Nach langen Vermittlungsbemühungen fanden in Portugal im Januar 1975 erstmals Delegationen der drei Bewegungen zusammen, um über die Rahmenbedingungen der Unabhängigkeit zu verhandeln. Diese Verhandlungen waren von großem Misstrauen der Delegationen untereinander wie seitens FNLA und UNITA auch gegenüber den Portugiesen begleitet. Während der einwöchigen Gespräche wurde der Übergang zur Unabhängigkeit Angolas vorbereitet, aber der ausgehandelte Vertrag schuf dafür keine solide Basis. Vor allem kam keine Einigung darüber zustande, wer bis zu den vorgesehenen Wahlen am 11. November 1975 die Präsidentschaft übernehmen sollte.
Jede der drei Bewegungen wollte sich schon vor diesen Wahlen das Präsidentenamt mit Waffengewalt sichern und stellte jeweils ihre eigene Armee auf: die FNLA das ELNA (Exército de Libertação Nacional de Angola, Nationales Befreiungsheer Angolas), die MPLA die FAPLA (Forças Armadas Populares de Libertação de Angola, Volksstreitkräfte zur Befreiung Angolas) und die UNITA die FALA (Forças Armadas de Libertação de Angola, Streitkräfte zur Befreiung Angolas). Jede Gruppe versuchte sich der Hauptstadt zu bemächtigen, denn wer am Unabhängigkeitstag Luanda kontrollierte, hatte die besten Chancen, von der übrigen Welt als legitime Regierung anerkannt zu werden. Als die Kämpfe zunahmen, wurden diese von den Supermächten durch Eingreifen auf entgegengesetzten Seiten noch geschürt. Angola wurde dadurch zum Austragungsort einer gewaltsamen Konfrontation zwischen den beiden Blöcken.
Die Kämpfe in Angola brachen nur kurz nach dem Ende des Vietnamkrieges aus. Die USA versuchten daher, weitere Rückschläge in anderen Regionen unter allen Umständen zu verhindern. Der Erfolg einer linksgerichteten Befreiungsarmee mit Unterstützung der Sowjetunion und Kubas wurde von den USA als Einmischung des Ostblocks in die inneren Angelegenheiten eines afrikanischen Landes gesehen und als strategische Bedrohung angesehen. Daher unterstützten sie die FNLA mit Geld, Waffen und Ausbildern, wobei das Nachbarland Zaire unter Mobutu als Vermittler fungierte und darüber hinaus eigene Einheiten beisteuerte. Es wuchs die Sorge, dass die Sowjetunion die Macht über das Land erlangen könne.
Auch Südafrika war darauf bedacht, die Etablierung eines sozialistischen Systems durch die MPLA in seiner Nachbarschaft zu verhindern und seine Investitionen im Nachbarland zu sichern. Es konnte davon ausgehen, selbst unter verstärkten Druck der eigenen Befreiungsbewegungen zu kommen, deren Verbindung zur MPLA bekannt war. Die südafrikanische Armee marschierte am 23. Oktober 1975 mit Billigung der USA in Angola ein, mit dem Ziel, die Anlagen des Cunene-Projekts zu schützen, die FNLA zu unterstützen und gleichzeitig die namibische SWAPO, die von Angola aus operierte, zu bekämpfen. Die Südafrikaner trafen in Südangola allerdings auf die ihr unbekannte UNITA, die von der MPLA aus Luanda vertrieben worden war und auf die sie ihre Unterstützung konzentrierte.
Vom Norden rückte die FNLA, verstärkt durch zairischen Einheiten und logistisch unterstützt von den USA, nach Luanda vor, von Süden die von Südafrika unterstützten Truppen der UNITA. Trotz sowjetischer Waffenlieferungen zeichnete sich eine Niederlage für die MPLA ab. Bei diesem befand sich der Großteil der militärischen Führung zu diesem Zeitpunkt noch im Kongo-Brazzaville oder in Sambia, während sich auf dem Gebiet Angolas fern der Hauptstadt relativ wenige Guerillaeinheiten befanden. Die MPLA stellte deswegen in Luanda und Städten wie Benguela und Lobito in aller Hast improvisierte „Milizen“, die sie mit Hilfe von Komplizen aus Beständen der portugiesischen Armee bewaffnete und teilweise dann als FAPLA deklarierte. Wichtig war dabei, dass einige Offiziere und Unteroffiziere aus der portugiesischen Armee zu ihm überliefen und örtlich militärische Führungsfunktionen übernahmen.

## Kubanische Intervention
Kuba, das schon seit Jahren im Kongo-Brazzaville präsent war und dort Verbindung zum MPLA bekommen hatte, beobachtete die Entwicklung aufmerksam. Neto hatte die Sowjetunion um Hilfe ersucht, doch diese war nicht gewillt, noch vor den Wahlen zu intervenieren. Kuba dagegen war dazu bereit, was Fidel Castro in einer Rede wie folgt begründete: „Als am 23. Oktober die Invasion Angolas durch reguläre Truppen Südafrikas begann, konnten wir nicht die Hände in den Schoß legen. Und als die MPLA uns um Hilfe bat, boten wir die nötige Hilfe an, um zu verhindern, dass die Apartheid sich in Angola breit macht.“ Anders als die kubanischen Engagements in den 1960ern war dies keine geheime Operation. Castro beschloss, sich offen in Angola zu engagieren. Im April 1976 waren rund 36.000 kubanische Soldaten in Angola. Mit der „Operation Carlota“ wurde Kuba zu einem Hauptakteur im Angolakonflikt.
Die Entsendung dieser Truppen war nicht, wie vielfach bisher dargestellt, mit der UdSSR abgesprochen, sondern traf diese völlig unvorbereitet. Die UdSSR musste dieses Vorgehen notgedrungen hinnehmen, weil sie ihren wichtigsten Vorposten in direkter Nähe zu den USA keinesfalls gefährden wollten. Die USA gingen davon aus, dass die Sowjets hinter der kubanischen Einmischung standen. Erst Jahre später wurde ihnen klar, dass dem nicht so war und dass die Kubaner mit diesem Schachzug die Sowjetunion erst ins Spiel bringen wollten. Die USA wussten allerdings, entgegen ihren Behauptungen, dass die Intervention eine direkte Reaktion auf den Einmarsch Südafrikas in Angola war. Aufgrund der intimen Feindschaft zwischen den USA und Kuba betrachteten die Amerikaner ein solches Auftreten der Kubaner als Niederlage, die nicht hingenommen werden konnte.
Castro sah das Verhalten der USA wie folgt:

„Warum waren sie irritiert? Weshalb hatten sie alles geplant, um sich Angolas vor dem 11. November zu bemächtigen? Angola ist ein an natürlichen Ressourcen reiches Land. In Cabinda gibt es viel Erdöl. Manche Imperialisten fragen sich, weshalb wir den Angolanern helfen, welche Interessen wir hätten. Sie sind es gewohnt zu denken, dass ein Land einem anderen nur dann hilft, wenn es dessen Erdöl, Kupfer, Diamanten o. a. Bodenschätze will. Nein, wir verfolgen keine materiellen Interessen, und es ist logisch, dass die Imperialisten das nicht verstehen. Denn sie kennen nur chauvinistische, nationalistische und egoistische Kriterien. Wir erfüllen eine elementare Pflicht des Internationalismus, wenn wir dem Volk Angolas helfen.“

Der Truppenaufmarsch in Angola lief auf eine große Schlacht in Kifangondo hinaus, einem Ort 30 km nordöstlich von Luanda, wo UNITA und FNLA die MPLA in die Zange nehmen wollten. Es sollte unbedingt verhindert werden, dass die MPLA in der Hauptstadt am 11. November einseitig die Unabhängigkeit Angolas ausrief, und die Eroberung Kifangondos war für die Einnahme Luandas entscheidend.
Die Kubaner trafen erst am Vorabend der Schlacht im Raum Luanda ein, und zwar zunehmend mit sowjetischen Transportflugzeugen. Ihre überlegene Ausrüstung enthielt u. a. Kanonen, Mörser und die berüchtigten Katjuschas (Raketenwerfer mit 40 Startschienen). Außerdem hatten sie die bessere militärische Ausbildung und erhielten die Unterstützung aus Angola stammender jüngerer portugiesischer Offiziere, die sich dem MPLA angeschlossen hatten und durch ihre Landeskunde in der Lage waren, entscheidende Orientierungshilfen zu geben. Damit gewann das MPLA in der Schlacht bei Kifangondo die erste große Machtprobe. In der Nacht zum 11. November 1975 endete die portugiesische Herrschaft. Neto wurde zum ersten Präsidenten Angolas erklärt. Die OAS erkannte seine Regierung an.
Gleichzeitig wurde allerdings in Huambo von FNLA und UNITA gemeinsam ebenfalls die Unabhängigkeit ausgerufen und eine Gegenregierung gebildet. Der Kampf um Angola war also keineswegs beendet, sondern wurde wenige Tage später als – völkerrechtlich gesprochen – Bürgerkrieg fortgesetzt.

## Nach der Unabhängigkeit
Die MPLA und Kuba nutzten die militärische Überlegenheit, die sie zum Zeitpunkt der Unabhängigkeit besaßen, zu Offensiven vor allem (von Luanda aus) in Richtung Süden, aber auch in Richtung Osten und Norden aus. Sie drängten im Norden die FNLA über die Grenze nach Zaire ab. In Mittelangola stoppten sie die südafrikanische Kolonne und zwangen sie zum Rückzug, zusammen mit den Verbänden der UNITA und versprengten Einheiten des FNLA. Die Gegenregierung aus UNITA und FNLA löste sich auf, da ihre Mitglieder sich aus Huambo absetzten und je nach Zaire, Südafrika oder anderen Bestimmungen flohen bzw. (im Falle der meisten UNITA-Angehörigen) sich nach Südangola zurückzogen.
In dieser Lage entschlossen sich die USA zu einem stärkeren Eingreifen. Sie zeigten sich entschlossener denn je, die als „pro-sowjetisch“ angesehene MPLA-Regierung zu stürzen. Präsident Gerald Ford verweigerte dieser die Anerkennung und ließ stattdessen der UNITA Unterstützung zukommen. Der US-Kongress befürchtete jedoch ein weiteres „Vietnam“ und verbot ein offenes amerikanisches Engagement (Clark Amendment). In der Konsequenz versank die FNLA in militärische Bedeutungslosigkeit; ihre Einheiten in Südangola zerstreuten sich oder wurden von der südafrikanischen Armee in Spezialeinheiten zusammengefasst. Südafrika zog seine Streitkräfte aus Angola zurück, unterstützte aber weiterhin die UNITA vom benachbarten Namibia aus. Die UNITA erhielt zudem ein gewisses Maß an „covert aid“ seitens der USA, zum Beispiel über Israel. All dies ermöglichte es ihr, im entlegenen Südosten Angolas eine Basis für zukünftige Guerillaaktionen zu errichten.
In der Folgezeit bis Ende der 1970er Jahre rückte Angola weitgehend aus dem Blickfeld des internationalen Interesses, obwohl die Kämpfe im Lande weitergingen. Am 27. Mai 1977 kam es zu einem Putschversuch des Angolanischen Innenministers, Nito Alves, der mit Hilfe der Kubaner niedergeschlagen wurde. Alves wandte sich gegen die blockfreie, unabhängige Linie Netos und wollte Angola fest mit der Sowjetunion verbunden sehen.
Die FNLA war nach der Schlacht bei Kifangondo in die Bedeutungslosigkeit versunken. Im Süden des Landes leistete nach wie vor die UNITA zähen Widerstand und hielt große Gebiete unter ihrer Kontrolle. Deshalb bat Präsident Neto die Kubaner, Einheiten in Angola stationiert zu lassen.
Nach dem Tode Netos am 10. September 1979 kam José Eduardo dos Santos als sein Nachfolger in das Präsidentenamt. Am 20. Januar 1981 wurde Ronald Reagan Präsident der USA, der eine härtere Gangart gegenüber Angola einschlug: Die Kubaner sollten unbedingt aus dem Land vertrieben werden.
Ab 1975 führte Südafrika vom besetzten Südwestafrika/Namibia aus Krieg gegen Angola. Dabei geriet es auch in Konflikt mit der Südwestafrikanischen Volksorganisation (SWAPO) mit ihrem militärischen Zweig PLAN, die größte namibische Befreiungsbewegung, die ab 1976 von Angola aus mit dessen Unterstützung gegen die südafrikanischen Besatzer in Namibia kämpfte. Daher erhielt die UNITA großzügige Unterstützung, um sowohl die angolanische Regierung als auch die SWAPO zu bekämpfen. Auf internationaler Ebene unternahm Südafrika Anstrengungen, um das Ansehen des UNITA-Anführers Jonas Savimbi aufzubessern, besonders in den USA, um ihn als Beschützer des Christentums und als Befreier Angolas darzustellen. Mit Unterstützung der USA ab 1986 wurde die UNITA zu einer der bestausgerüsteten Widerstandsbewegungen. Sie erhielt sogar FIM-92 Stinger Raketen, ein Waffensystem, das die USA nur engsten Verbündeten lieferten. Savimbi erhoffte sich damit zwar keinen Sieg, aber die angolanische Regierung an den Verhandlungstisch zu zwingen.
Während die CIA die UNITA weiter aufbaute, war das Ziel des US-Außenministeriums ein Friedensplan, der als Gegenleistung den Abzug Kubas aus Angola und den Rückzug Südafrikas aus Namibia vorsah. Kuba war grundsätzlich mit einer solchen Lösung einverstanden, wenn es damit Namibia zur Unabhängigkeit verhalf. Offen blieb jedoch, wer sich als erstes zurückziehen sollte. Bis gegen Ende der zweiten Amtszeit Reagans brachten die Verhandlungen kein Ergebnis. Während sie sich in die Länge zogen, wollte jede der Parteien ihre Ausgangsposition verbessern. Die Angolanische Regierung bat die UdSSR um Unterstützung, um die UNITA endgültig aus dem Feld zu schlagen. Aber die Hilfe war halbherzig und vor allem unqualifiziert, und es gelang der UNITA, den Regierungstruppen und den sowjetischen Unterstützern eine Niederlage nach der anderen beizufügen. In der Nähe des Flusses Lomba wurden sie in die Flucht geschlagen, wobei die Sowjets große Mengen an zerstörter Ausrüstung zurücklassen mussten. 2000 Angolaner starben bei diesem Gefecht, und ein Teil der angolanischen Armee wurde obendrein von der UNITA eingeschlossen.
Die im Lande noch stationierten kubanischen Truppen sahen sich genötigt, in die Kämpfe einzugreifen und den verbündeten Angolanern und Sowjets zu helfen. Am 15. November 1987 entschied sich Fidel Castro für einen massiven Eingriff, um auch die Südafrikaner endgültig aus Angola zu vertreiben. Die im Lande stationierten Truppen wurden auf über 40.000 Mann aufgestockt. Des Weiteren schickte Kuba Luftabwehr, Panzer und Artillerie. Wie schon 1975 erfolgte auch dieses Mal keine Absprache mit der Sowjetunion. Die Beziehungen der beiden Länder waren in der Vergangenheit nie einfach, aber aufgrund der von Präsident Michail Gorbatschow nun betriebenen Entspannungspolitik waren sie äußerst gespannt.

### Schlacht bei Cuito Cuanavale
Bei Cuito Cuanavale in der südostangolanischen Provinz Cuando Cubango kam es vom 13. Januar bis 23. März 1988 zwischen den kubanischen, angolanischen und südafrikanischen Streitkräften zur Schlacht bei Cuito Cuanavale, der größten Schlacht, die auf dem Afrikanischen Kontinent seit dem Zweiten Weltkrieg stattfand. An der Schlacht waren auf Seiten Südafrikas auch Einheiten der UNITA beteiligt, auf der Gegenseite Kämpfer der SWAPO und des ANC, der Befreiungsbewegungen Namibias bzw. Südafrikas, die sich zur Ausbildung in Südangola aufhielten. Die Verluste waren auf allen Seiten sehr hoch.
Cuito Cuanavale war aufgrund seiner strategischen Lage bedeutsam. Die Einnahme der Stadt hätte es der UNITA und Südafrika erlaubt, nach Moxico und zur Benguelabahn vorzustoßen. Es kam zu keiner Entscheidung, und die USA bemühten sich erneut um eine Verhandlungsregelung, diesmal aber nur zwischen den Regierungen, was eine Teilnahme der UNITA ausschloss (Verifikationsmission der Vereinten Nationen in Angola I, 1988).
Allerdings hatten die USA nicht vor, Kuba in die Gespräche einzubeziehen. Castro ließ die USA wissen, dass Verhandlungen unter Beteiligung Kubas wesentlich erfolgversprechender wären. Daraufhin ermächtigte US-Außenminister George P. Shultz die US-amerikanische Delegation, direkte Gespräche mit den Kubanern zu führen, jedoch unter der strikten Maßgabe, nur über Angola und Namibia, nicht aber über das US-Embargo über Kuba zu sprechen.
Die kubanische Regierung trat ab 28. Januar 1988 in Verhandlungen ein. Damit nahm Kuba erstmals direkt an den Verhandlungen um die Zukunft Angolas und Namibias teil. Die südafrikanische Regierung, deren Position vom Misserfolg bei Cuito Cuanavale geschwächt war, schloss sich ab 3. Mai den Verhandlungen an. Die ersten Gespräche fanden im Präsidentenpalast in Luanda statt, während die Kampfhandlungen bei Cuito Cuanavale weiter gingen. Die Verhandlungen wurden dann in Kairo und im Juni und August in New York und Genf fortgesetzt. Zu einem Waffenstillstand kam es schließlich am 8. August.
Dieses Ergebnis machte die Schlacht zu einem der entscheidenden Wendepunkte im Bürgerkrieg. Obwohl der Krieg noch mehrere Jahre weiter anhielt, war praktisch entschieden, dass am Ende ein klarer Sieg des MPLA und seiner Verbündeten stehen würde.

### Einsatz von Landminen
Sämtliche am Konflikt beteiligte Seiten verlegten in großem Umfang Panzer- und Personenminen, teilweise systematisch maschinell, teilweise per Hand.
Eine großflächige Verminung geschah zum Beispiel in der Provinz Cunene um Xangongo im Süden des Landes. Um Xangango wurden 3 Minenreihen kreisförmig in 10 Meter Abstand zueinander und mit Minen in jeweils 3 Meter Abstand maschinell verlegt. In schwer zugänglichen Bereichen wurden die Minen ohne Muster per Hand verlegt. Diese Art der Verlegung ist besonders heimtückisch und erschwert die Beräumung der Minen.

### Drei-Mächte-Abkommen
Nach langwierigen Gesprächen kamen Kuba und Südafrika überein, dass Kuba aus Angola abzieht und Südafrika Namibia in die Unabhängigkeit entlässt. Am 22. Dezember 1988, einen Monat vor dem Ende der Amtszeit Reagans, wurde in New York der Dreimächtevertrag zwischen Angola, Kuba und Südafrika unterzeichnet, der Namibia die Unabhängigkeit gewährte und den Abzug der kubanischen Truppen innerhalb von 30 Monaten vorsah. Der Sicherheitsrat der Vereinten Nationen erließ noch am selben Tag die Resolution 626 zur Schaffung der Friedensmission Verifikationsmission der Vereinten Nationen in Angola I (UNAVEM I). Erste Einheiten dieser Truppen trafen ab Januar 1989 in Angola ein.
Der gestaffelte Abzug der Kubaner beendete 13 Jahre militärische Präsenz von über den gesamten Zeitraum 430.000 kubanischen Soldaten und Zivilisten, Der Abzug von Fachleuten, Lehrern und Ärzten war einen Monat früher als geplant, am 25. Mai 1991, abgeschlossen.

## Weiterer Verlauf nach dem Kalten Krieg
Nach dem Ende des Kalten Krieges wandelte sich die MPLA 1990 zur sozialdemokratischen Partei und ließ die Einführung eines Mehrparteiensystems zu.  Dies bedeutete aber noch kein Ende des Krieges, der nunmehr ein Bürgerkrieg zwischen MPLA-Regierung und UNITA-Rebellen war. Mehrfach gab es Friedensgespräche und Waffenstillstandsabkommen, die jedoch weitgehend ergebnislos blieben. Auch zwei weitere Anläufe der UNO, UNAVEM II (1991–1994) und UNAVEM III (1995–1997), konnten keinen dauerhaften Frieden bringen.
Von der Regierung wurde der Krieg durch die Ausbeutung der Erdölvorkommen vor der Küste finanziert und von der UNITA durch die Ausbeutung der Diamantenvorkommen im Nordosten des Landes, wozu teilweise die Zivilbevölkerung zur Zwangsarbeit beim Diamantenschürfen herangezogen wurde. Um dem Krieg die wirtschaftliche Grundlage zu entziehen, verboten die Vereinten Nationen den Handel mit solchen „Blut-“ oder „Konfliktdiamanten“ (siehe auch: Kimberley-Prozess), konnten ihn jedoch nicht gänzlich unterbinden.
Eine plötzliche Wendung erfuhr der Konflikt, als Regierungssoldaten am 22. Februar 2002 den Rebellenführer Jonas Savimbi töteten. Die militärisch bereits angeschlagene UNITA sah sich dadurch zu Friedensgesprächen gezwungen, und am 4. April wurde ein Waffenstillstand unterzeichnet, der seither eingehalten wird. Die UNITA löste ihren militärischen Arm auf und wandelte sich zur unbewaffneten politischen Partei.

## Folgen

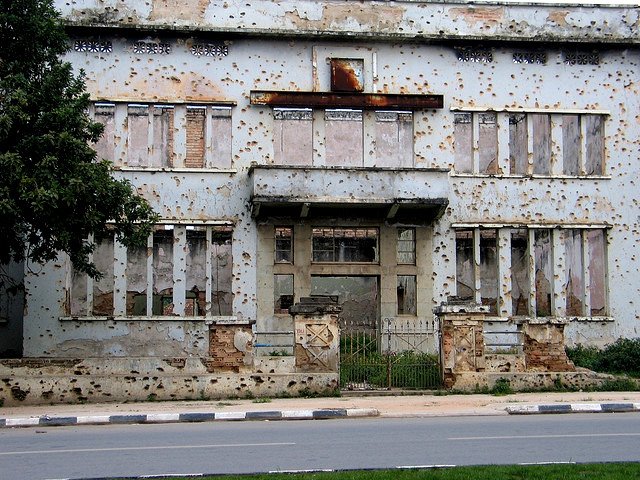
Spuren des Bürgerkriegs: Haus mit Einschusslöchern in Huambo 2008

Schätzungsweise 500.000 Menschen kamen im Bürgerkrieg in Angola ums Leben, 2,5 Millionen wurden vertrieben. Der Bürgerkrieg hatte die weitgehende Zerstörung der Infrastruktur zur Folge, deren Wiederaufbau zurzeit noch andauert.
Die Landwirtschaft wurde stark beeinträchtigt, was für die Bevölkerung in den Kriegsgebieten Hunger zur Folge hatte. Ganze Gebiete waren während des Bürgerkrieges zona inacesivel (unerreichbare Zone), in die weder auswärtige Hilfe noch Berichterstatter gelangen konnten. Die Bauern wurden vertrieben und Dörfer verwüstet, großflächig Antipersonenminen eingesetzt und Nahrungsvorräte durch die Kriegsparteien konfisziert. Viele Landesteile sind nach wie vor vermint. Erst 2002 wurde das Ausmaß der Hungersnot in diesen Gebieten ersichtlich, stieß aber auf wenig internationale Aufmerksamkeit. Bis heute ist das Bestellen der Felder in manchen Landesteilen wegen der Landminen im Boden eine Gefahr.
Etwa 100.000 Menschen müssen infolge von Detonationen von Antipersonenminen mit Amputationen leben.